# Sherman, Quận Clark, Wisconsin
Sherman là một thị trấn thuộc quận Clark, tiểu bang Wisconsin, Hoa Kỳ. Năm 2010, dân số của thị trấn này là 840 người.